# Dolní Krupá, Mladá Boleslav
Dolní Krupá là một làng thuộc huyện Mladá Boleslav, vùng Středočeský, Cộng hòa Séc.